# Арена (Звёздный путь: Оригинальный сериал)
«Арена» (англ. Arena) — восемнадцатый эпизод первого сезона американского научно-фантастического сериала «Звёздный путь». Впервые был показан на телеканале NBC 19 января 1967 года и повторён 6 июня того же года. Сюжет был написан Джином Л. Куном на основе одноимённого рассказа Фредерика Брауна. Это первый эпизод, транслировавшийся по BBC в цвете, впервые его показали Великобритании в ноябре 1969 года.

## Сюжет
В звёздную дату 3045.6 звездолёт Федерации «Энтерпрайз» под командованием капитана Джеймса Кирка прибывает на пограничную планету-колонию Цестус III по приглашению командора Трэверса, известного своим гостеприимством. На корабль поступает сообщение, что их ждут и группа телепортируется на поверхность планеты. В состав группы вошли капитан Кирк, старший офицер Спок, доктор МакКой и ещё три человека (Келовиц, Ланг и О’Герлихи). Они видят поселение разрушенным и находят одного выжившего, который успевает рассказать им, что на колонию напала неизвестная инопланетая цивилизация. В этот момент отряд подвергается массированной бомбардировке. Земляне не видят противников, так как те обстреливают их из-за горной гряды. В ходе обстрела Ланг и О’Герлихи погибают.
В это время движущийся по орбите «Энтерпрайз» попадает под обстрел неизвестного судна. На корабле активизируют защитные энергетические щиты, которые защищают звездолёт от повреждений, но в то же время препятствует телепортации, поэтому спустившиеся люди не могут возвратиться на борт. Тем временем на планете Кирку удаётся найти миномёт, после выстрела которого инопланетяне ретируются. Вражеский корабль телепортирует своих солдат и улетает. Кирк с командой возвращаются на «Энтерпрайз» и капитан отправляет в колонию большой отряд медиков для поиска выживших.
Вскоре капитан решает преследовать вражеское судно, так как считает необходимым отомстить за разорённую колонию и показать силу земного корабля. Пытаясь догнать звездолёт чужой цивилизации, Кирк командует развить скорость в 8 варп, опасную для «Энтерпрайза». Внезапно вражеский корабль начинает резкое торможение и дистанция между звездолётами быстро сокращается. Кирк думает, что противник разворачивает своё судно для принятия боя и командует приготовиться к атаке, но в следующий момент и «Энтерпрайз» резко тормозит, сбивая с толку весь экипаж. Капитану сообщают, что со звездолётом всё в порядке, но вся энергия куда-то бесследно исчезла.
На корабль поступает сообщение от инопланетян, называющих себя «метроны». Они называют себя всемогущими и могут уничтожить любой из звёздных кораблей в одну секунду. Они захватили корабль землян и корабль горнов, чтобы разрешить спор между двумя расами. Метроны собираются телепортировать капитанов обоих кораблей на планету, пригодную для жизни того и другого. Там они должны будут сойтись в смертельной схватке. Победивший капитан отправится на свой корабль, а судно проигравшего будет уничтожено. Также они сообщают, что на планете имеется всё необходимое для создания оружия. Капитан Кирк внезапно исчезает, оставляя команду в недоумении.
Джеймс Кирк появляется на планете с горной местностью, недалеко от него материализуется ящер-гуманоид — капитан корабля, разрушившего колонию на Цестусе III. У обоих нет ничего, кроме их формы и записывающих устройств, с помощью которых они должны вести некий журнал. На самом деле это устройство передатчик-переводчик. Всё, что Кирк записывает в устройство переводится и передаётся горну, тот узнаёт не только расположение капитана, но и его планы. Однако Кирку удаётся устроить засаду и обрушить на горна большой валун со скалы. Огромный камень придавливает ящерицу, но вскоре тот отодвигает валун и встаёт почти невредимый. Капитан отмечает, что горн довольно силён и крепок, но медлителен и неповоротлив. Несмотря на это, Кирк, убегая от горна, цепляется за расставленные тем верёвки и на него падают камни, в результате чего человек повреждает ногу.
В это время с «Энтерпрайзом» связываются метроны, склонные считать, что капитан земного корабля вскоре будет повержен более сильным физически инопланетянином. Метроны начинают транслировать всё происходящее на планете на мостик, чтобы команда могла смотреть на исход битвы. Людям не остаётся ничего другого кроме наблюдения за происходящим и надежды на победу капитана. Наконец, горн связывается с Кирком через передатчик и просит того сдаться. Кирк в ответ обвиняет горна в вероломстве и жестокости, так как тот разрушил ни в чём не повинную колонию. Горн говорит, что на самом деле это земляне вторглись к ним, основав на их планете колонию, за что и поплатились. Разрушение колонии являлось прелюдией к полномасштабному вторжению на территорию Федерации. Команда на корабле удивлена, услышав об этом. Доктор МакКой допускает возможность, что горн говорит правду и действия Федерации можно идентифицировать как захватнические. Спок не исключает такую вероятность и говорит: «Мы очень мало знаем об этом секторе пространства. Этот вопрос лучше оставить для дипломатов».
В различных местах Кирку на глаза попадаются алмазы, селитра, древесный уголь и сера, однако он не придавал им особого значения, пока не понял, что из всего этого можно изготовить порох, использовав алмазы как снаряд. Кирк находит часть полого дерева, похожего на бамбук и собирает внутрь компоненты, необходимые для создания огнестрельного оружия. Плотно утрамбовав содержимое он отрывает кусочек ткани от своих штанов и принимается выбивать искру с помощью металлического передатчика и камня. В тот момент, когда горн уже почти настиг Кирка, капитан разворачивается и направляет самопал прямо тому в грудь. Алмазы ранят горна, но тот всё ещё жив. Кирк берёт у горна выточенный тем нож и направляет в сердце, но отводит оружие и говорит, что пощадил врага. Горн исчезает и появляется юноша метрон. Он удивлён не только победой капитана Кирка, но и милосердием, которое тот проявил. Метрон замечает: «Вы всё ещё наполовину дикие, но есть надежда». Капитана невредимым переносят на «Энтерпрайз», а сам корабль оказывается на противоположном конце галактики.

## Создание
- Джин Л. Кун заявил, что написал сценарий независимо от одноимённого рассказа Фредерика Брауна. В исследовательском отделе Desilu Productions[англ.] заметили сходство и сказали об этом автору. Брауну предложили справедливую цену за этот рассказ. Тот согласился, не зная, что история уже написана.
- Часть эпизода снималась в месте под названием Васкес Рокс[англ.] на севере от Лос-Анджелеса. Позже это место также использовали для съёмок нескольких эпизодов и полнометражных фильмов[9].
- Голос горна сымитировал актёр Тед Кэссиди. Он также озвучивал инопланетянина Балока в эпизоде «Корбомитный манёвр» и лично сыграл древнего андроида в эпизоде «Из чего сделаны девочки?». В костюме же горна были то Бобби Кларк, то Гари Комбс.
- Уильям Шатнер (Джеймс Кирк) оказался очень близко к одному из взрывов и до сих пор страдает шумом в ушах[10].

## Ремастеринг
В 2006 году к сорокалетию сериала все эпизоды подверглись ремастерингу. Были улучшены звук и видео, а «Энтерпрайз» стал полностью компьютерной моделью. Обновлённая версия этого эпизода вышла на экраны 21 июля 2007 года. Конкретно в этом эпизоде были также сделаны следующие изменения:
- Планета Цестус III была перерисована на компьютере, став более реалистичной.
- В сцене с разрушенной базой добавлены горы на горизонте, в оригинальной ленте на этом месте был кусок скалы.
- Взрыв после выстрела из миномёта Кирка был преобразован.
- На экране «Энтерпрайза» можно разглядеть корабль Горнов, в оригинале его не было вообще.
- Глаза Горна были анимированны, он стал моргать веками.
- Появившийся метрон стал мерцающим.

## Оценки
Зак Хэндлен из The A.V. Club дал эпизоду оценку «A-», отметив влияние эпизода на культуру и его нетривиальный сюжет. Критик сравнил этот эпизод с другим из сериала — «Равновесие страха», но они похожи до определённого момента, далее события развиваются совершенно в другом ключе.
В 2016 году The Hollywood Reporter поставил эпизод на 17-е место среди ста лучших телевизионных эпизодов всех телевизионных франшиз «Звёздный путь», включая живые выступления и мультсериалы, но не считая фильмы.

## В культуре
- В фильме «В поисках Галактики» капитан Питер Куинси Таггард сражается с огромным существом на пустынной планете.
- В фильме «Пол» главные герои на Комиконе покупают маску горна и в этот момент в лавке товаров по телевизору идёт эпизод «Арена». А потом они в Васкес Рокс имитируют битву Джеймса Кирка с горном.
- Борьба Кирка и горна спародирована в эпизоде «Where No Fan Has Gone Before» мультсериала «Футурама».
- Эпизод борьбы Кирка и горна упоминается в диалоге Ника с полицейским в начале фильма «Кровавый четверг».
- В одном из эпизодов 4-го сезона телесериала «Теория Большого взрыва» Леонард указывает Шелдону на сидящего на диване горна как на доказательство того, что Шелдон видит сон. Горн также появляется во сне Шелдона в пятом эпизоде сериала.
- Горны являются главными антагонистами в компьютерной игре Star Trek. До выхода игры был снят рекламный ролик, в котором Уильям Шетнер обвиняет горна в том, что тот обыграл его в кооперативном режиме и между ними завязывается драка. Драка повторяет сцену из сериала, но время от времени они останавливаются, чтобы отдышаться[13].
- В американской научно-популярной телепередаче «Разрушители легенд» (9-й сезон, 137 серия) канала Discovery проверяется возможность создания из подручных материалов самодельной пушки, аналогичной той, при помощи которой капитан Кирк победил Горна. Делается вывод, что подобное невозможно.
- В 4 серии 25 сезона сериала «Симпсоны» Гомер играет Кирка в ремейке данного эпизода.